# 後備消防隊

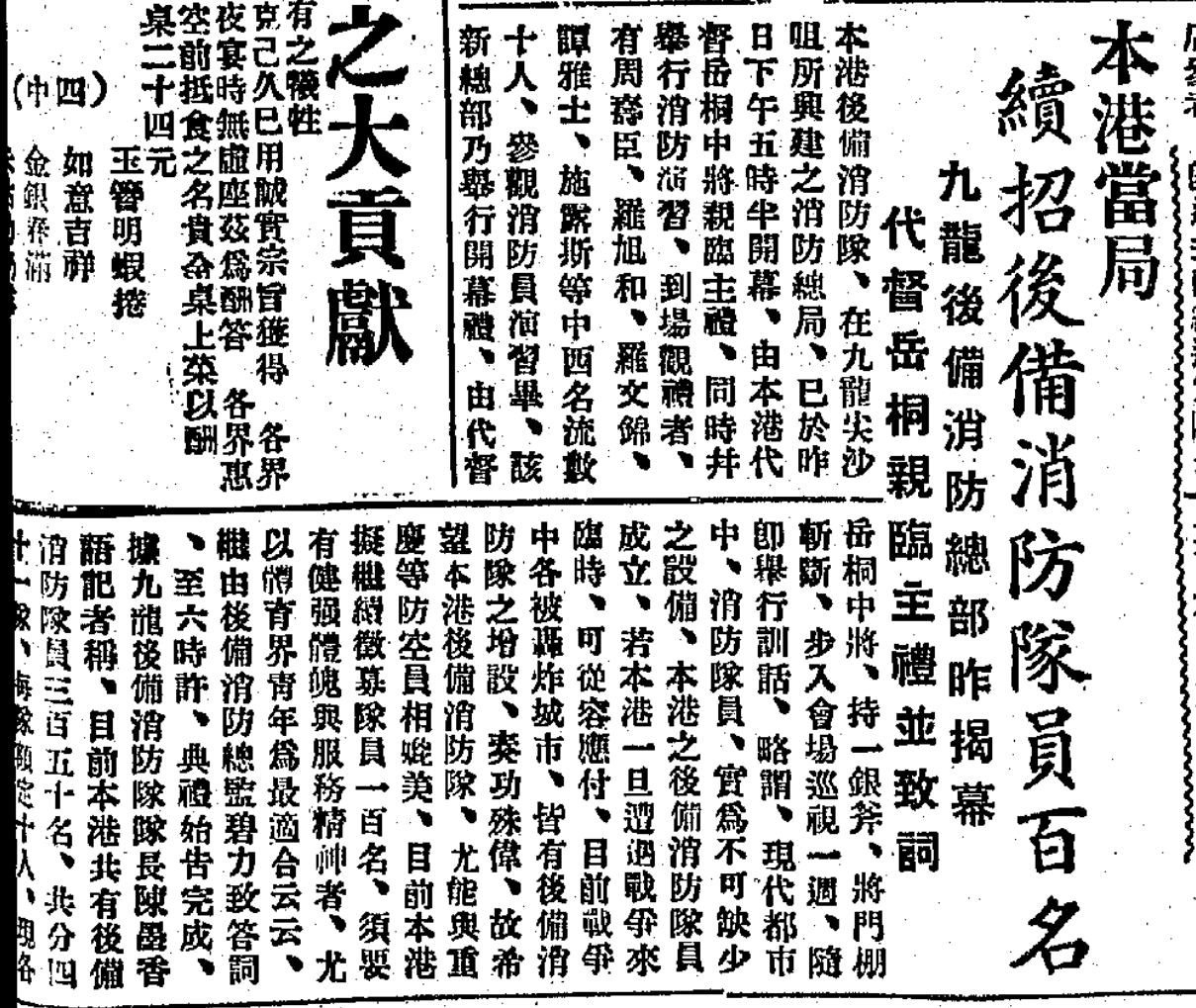
1940年11月19日《天光報》報導護督岳桐出席九龍後備消防總部揭幕禮，港府宣布繼續招募多一百名後備消防隊隊員

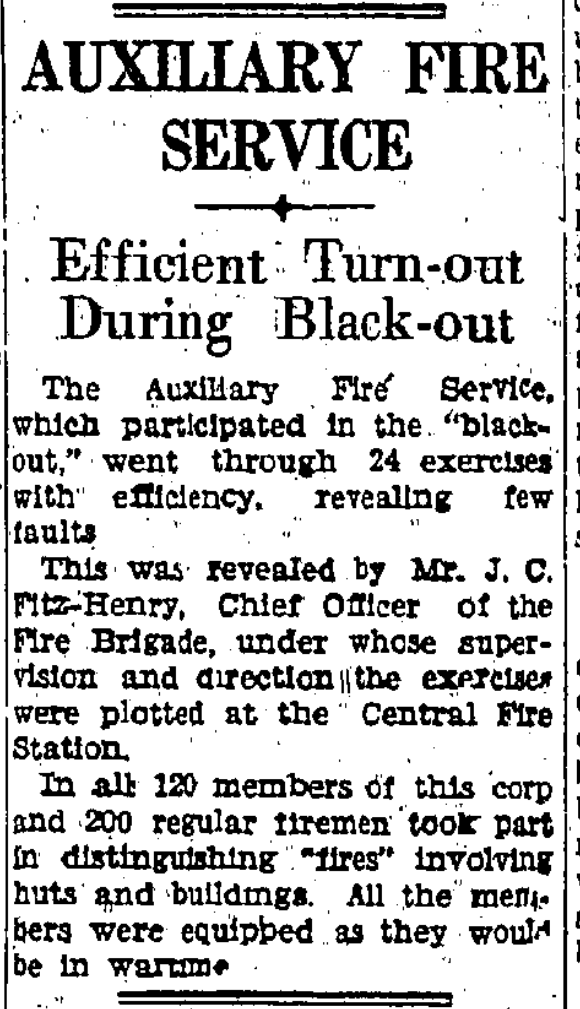
1941年3月3日《孖剌西報》報導120名後備消防隊隊員在昨晚燈火管制演習期間與200名正規消防員一同進行滅火演練

後備消防隊（英語：Auxiliary Fire Service，縮寫：AFS）於1938年成立，隸屬於香港消防處，為一支曾經存在的輔助紀律部隊，主要由義務消防員組成，負責輔助正規消防人員執行消防任務，至1975年解散。

## 歷史
在香港消防處後備消防隊於1938年成立之前，香港社會上亦曾經有過其他志願消防隊。1930年代後期，國際局勢日趨緊張，香港政府在1938年加緊籌備民防工作，以應付可能爆發的戰爭，尤其是當香港遭到敵軍轟炸時對滅火及救援工作的需求，是故成立後備消防隊招募兼職消防員，並且持續招募人員並擴大編制。後備消防隊的制服、裝備及編制，均與正規人員相同，隊員男女均有，後備消防隊隊員亦經常與全職消防人員一同參與滅火及救援演習。
1941年12月香港保衛戰爆發，後備消防隊與香港其他義務民防隊伍一同出動滅火抗災。1945年8月香港重光，但亞太區依然戰火頻仍，港府決定重組在戰前成立的各支後備民防部隊，並且在1949年通過《基要服務團條例》讓各支輔助民防部隊有其所屬法律依據，在戰前由防空署籌建的民防部隊亦由此演化為醫療輔助隊及民眾安全服務隊。港府於1950年9月重建後備消防隊，並爲後備消防隊興建新總部，至1952年隊員人數近800人。
1950年代，寮屋林立，火警頻生，後備消防隊需要經常出動，協助全職消防員應付大量的滅火召喚。除了滅火及救援工作，後備消防隊亦曾於1965年制水期間，與其他紀律部隊運送食水予市民。後備消防隊內設有一支銀樂隊，亦是消防處唯一一支銀樂隊，負責在消防處的活動中進行演奏。
1951年，香港實施強制服役，除了在香港防衛軍服兵役，也有部分被徵召的市民被發配到屬於基要服務團的數支後備民防部隊中服役，當中包括後備消防隊，故此當年有部分隊員是被強迫在消防隊服務，直至1961年取消強制服役法例，恢復全部隊員自願參與爲止。
1961年，香港消防處進行重組，900多位隊員被派駐到在居所或正職工作地點附近的消防局駐守。7年後，消防處認為消防工作所須的專業知識和經驗日漸複雜，後備消防隊不足以應付消防工作。故此，處方進行對後備人員整合及合併；結果，後備消防隊於1975年解散，後備消防隊內的銀樂隊亦告解散，樂器全數轉贈予民眾安全服務隊。然而，在授權成立後備消防隊的《基要服務團條例》中，至今仍未廢除與此部隊相關的條文。

## 外部連接
- ESSENTIAL SERVICES (AUXILIARY FIRE SERVICE) CROPS REGULATIONS（Archive.today的存檔，存档日期2024-10-29）

 维基共享资源上的相關多媒體資源：後備消防隊